# Принцеси (скульптура)
«Принцеси» (нім. Prinzessinnengruppe) — це скульптура Йоганна Готтфріда Шадова. Вважається вершиною творчості митця.

## Опис
Скульптурна група зображує двох принцес — Луїзу, майбутню королеву Пруссії, та її молодшу сестру Фрідеріку. Це мармурова статуя у людський зріст (172 см).

## Історія
Шадов отримав це замовлення від Фрідріха-Вільгельма II після 1793 року, коли сини короля, Фрідріх-Вільгельм III та Людвіг, одружилися із сестрами.
Спочатку Шадов виготовив портретні бюсти сестер, а вже 1795 року була готова гіпсова скульптурна група, а 1797 року — мармурова. Фрідріх-Вільгельм III, чоловік Луїзи, не захотів приймати статую, тому вона залишилася у скульптора. Йому не сподобався натуралізм скульптора у зображенні його дружини.
Мармуровий оригінал зберігається у Старій національній галереї в Берліні.